# Anatolepis
Anatolepis is een monotypisch geslacht van uitgestorven kaakloze vissen uit het Boven-Cambrium tot Midden-Ordovicium, waarvan fossielen werden gevonden op Spitsbergen. De slechts weinig vierkante millimeter grote fragmenten werden in 1976 ontdekt door Tove Bockelie en Richard Fortey en wetenschappelijk beschreven. De auteurs classificeerden hun vondst bij de Agnatha uit de Heterostraci. Robert Lynn Carroll hanteert Anatolepis als geslacht van de familie Arandaspididae (klasse Pteraspidomorphi), samen met Arandaspis en Porophoraspis als zustertaxa. Het enige subtaxon van Anatolepis is Anatolepis heintzi (Bockelie & Fortey).

## Kenmerken
De schaalresten van Anatolepis werden samen gevonden met benthisch levende trilobieten, conodonten en brachiopoden. Hun dikte bedraagt slechts 0,1 millimeter. De buitenkant is schubachtig versierd. Helaas veroorloven de resten geen conclusie op de lichaamsbouw van de drager. Chemisch bestaan ze uit apatiet, het minerale bestanddeel van botten. Hun histologie is echter totaal verschillend van later verschijnende, echter steeds nog primitieve vertebraten.
In dwarsdoorsnede tonen de uit een dermis voortgevloeide schaalresten een drielagige opbouw. De benige onderkant (met een onzekere toewijzing van het botmateriaal) is in lagen opgebouwd, daarover volgt een intermediaire, sponsachtige laag uit botmateriaal zonder herkenbare botcellen en een eveneens gelaagde, benige oppervlaktelaag uit dentine (wordt door odontoblasten afgezonderd en is kenmerkend voor vertebraten). De middenlaag wordt door kleine poreuze kanalen doorlopen, die waarschijnlijk kleine bloedvaten en zenuwbanen vertegenwoordigen. De oppervlaktelaag toont tuberculeuze tot schubbige uitwassen, die veel overeenkomst vertonen met de tessera van het rugschild van Astraspis.
Deze tuberkels zijn variabel in grootte en rangschikking en wisselen van ronde tot ovaal uitgerekte vormen. Details zijn vaak slecht te onderscheiden, omdat de schubben meestal sterk  afgevlakt zijn. De tuberkels zijn opgebouwd uit buisvormig, meestal loodrecht staand dentin, groeiringen zijn herkenbaar. Aan de basis bevindt zich een grotachtige opening, van waaruit kleine dentinbuizen naar de buitenzijde omhoog gaan en zich deels vertakken, echter de buitenzijde zelf uiteindelijk niet bereiken.
Ook het daartussen liggende fosfaat bevattend weefsel kan zowel vlak als ook sterk gebogen zijn. Aan de buitenzijde bevinden zich kleine gaten, die het einde van poreuze kanalen voorstellen, die het gehele laagweefsel doordringen. De contactovergang naar de tuberkels zijn meestal iets naar boven gebogen. Er werden bovendien andere benige platen gevonden, wiens oppervlakteschubben niet als tuberkel zijn gevormd, maar elkaar daktegelachtig opvolgen.
De versiering van de resten van Anatolepis herinnert in zekere zin aan de oudste bekende, omstreeks 465 miljoen jaar oude Heterostraci, Arandaspis en Porophoraspis, maar overtreft deze echter rond 30 miljoen jaar in leeftijd.

## Wetenschappelijke onenigheid
De voorstelling van Anatolepis als vertebraten-fossiel is in de vakwereld niet onbetwist gebleven. Sceptici verwezen op afwijkingen in structuur en dikte in de osteoderm van de andere bekende vroege schedellozen van de Arandaspida en de Heterostraci. Hun voorstelling ten gevolge kon het zich bij het fossiel evengoed handelen om fossiele cuticula van een arthropode, mogelijk behorende tot de Aglaspidida. Tot de argumenten voor de vertebratennatuur van het fossiel behoort het bewijs van relicten, die konden worden aangeduid als dentinkanalen. Weliswaar laat de structuur van de vondsten geen voorstelling toe als ganoïde schubben, omdat een schubbenstructuur niet afgetekend is. De dentinbevindingen zijn niet voldoende onderbouwd om sceptici te overtuigen, zodat wellicht pas nieuwere, in anatomische samenhang staande vondsten een definitieve opklaring mogelijk kunnen maken.

## Gevolgtrekking
De taxonomische connectie van Anatolepsis blijft zodoende nog steeds omstreden, omdat tot nu toe geen betrouwbare classificatie kon worden gevonden. Hij is zeer waarschijnlijk, dat het bij Anatolepis een primitieve vis betreft, die ongeveer gelijk met de eerste conodont in het Laat-Cambrium voor de eerste keer verscheen. Dit feit verduidelijkt, dat aan het begin van het Ordovicium de ontwikkeling van de vertebraten al ver gevorderd was.

## Vondsten
Schaalresten van Anatolepis werden gevonden op de volgende vindplaatsen:
- Australië:
  - Queensland – Boulia – Gola Beds (Midden Laat-Cambrium)
- Groenland:
  - Oost-Groenland (Vroeg-Ordovicium)
- Noorwegen:
  - Spitsbergen, Ny Friesland – Valhallfonna-formatie (Darriwilium)
- Verenigde Staten:
  - Arkansas – Smithville formatie (Laat Onder-Ordovicium)
  - New York – Baldwin Corner formatie (Vroeg-Ordovicium)
  - Oklahoma – Fort Sill Limestone (Laat-Cambrium)
  - Texas – El Paso Group (Vroeg-Ordovicium)
  - Utah – Wahwah Limestone (Laat Vroeg-Ordovicium)
  - Wisconsin – Green County – Dunleith formatie en Guttenberg formatie (Darriwilium)
  - Wyoming – Crook County – Deadwood formatie (Laat-Cambrium)

Zoals de vindplaatsen aangeven, was Anatolepis reeds in het Laat-Cambrium aanwezig en in het Vroeg-Ordovicium dan verder verbreid. De strikt mariene vindplaatsen verenigen zich overwegend op 20° noordelijke tot 25° zuidelijke breedte rond het Amerikaanse paleocontinent (Laurentia) en documenteren subtropische tot tropische condities.